# Gunilla Leander
Kerstin Gunilla Leander, född 18 mars 1953 i Stockholm, är en svensk webbformgivare och koncept- och videokonstnär.
Gunilla Leander utbildade sig på Pernbys målarskola i Stockholm 1986-88 och på Kungliga Konsthögskolan i Stockholm 2001-04. Hon har huvudsakligen arbetat med installationer och audio/videokonst och hade sin första separatutställning – med installationer – på Galleri Knabro i Köpenhamn 1994.

## Verk i urval

### Offentliga verk
- Primate Society (1997–2000), webbprojekt
- Seven waters (2008), permanent videoinstallation för Östersunds kommun på två skärmar, i badhallen Storsjöbadet i Östersund.[3]

### Filmer
- All Under, 2003[4][5]

### CD
- Primates[6][7]

### Utställningar
- Trigg, på Gävle Konstcentrum, 2007
- Stamsund Internasjonale Teaterfestival, Stamsund, Lofoten, Norge, 2006
- Omori Belport, Tokyo, 2001
- Kongju Cultural and Art Hall, Syd-Korea 1999
- Kalmar konstmuseum, 1997